# Unam Sanctam Ecclesiam
La Unam Sanctam Ecclesiam, comunemente nota come Unam Sanctam, è un'enciclica di papa Bonifacio VIII promulgata il 18 novembre 1302.

## I precedenti
La bolla papale di Bonifacio VIII costituisce l'ultimo episodio del conflitto tra potere spirituale e potere temporale, e riprende, riaffermandoli con energia, gli ideali teocratici espressi in precedenza soprattutto da papa Gregorio VII, nel 1075 con il Dictatus Papae, e da papa Innocenzo III (decretale Venerabilem), basati sull'allegoria del Sole e della Luna.
Si tratta in realtà di un conflitto plurisecolare, che si può far risalire alla fine del V secolo, a papa Gelasio I e alla sua dottrina delle due spade, quella spirituale e quella temporale, con l'affermazione, certo, della loro distinzione, ma anche con la definizione del primato della prima sulla seconda, e di conseguenza del papa sull'imperatore.

## Contenuto
Nella bolla  di Bonifacio VIII la novità consiste nel fatto che la figura dell'imperatore come rappresentante del potere temporale è sostituita da quella del re di Francia Filippo il Bello. Questo fatto è storicamente significativo perché dimostra come all'inizio del XIV secolo il potere dei re nazionali fosse aumentato notevolmente a scapito di quello imperiale. In realtà, dopo la morte di Federico II, avvenuta nel 1250, ed il Grande Interregno, il Sacro Romano Impero aveva vissuto lunghi periodi di incertezze e vuoti di potere.
La giustificazione biblica dell'interpretazione teocratica della dottrina delle due spade, nel testo di Bonifacio VIII, è data da un passo del Vangelo di Luca che narra come Gesù, prima di recarsi nell'orto di Getsemani accettasse due spade per la difesa della propria persona:
«Ed essi dissero: "Signore, ecco qui due spade"» (Luca, 22, 38).
Bonifacio VIII con questa bolla sottolinea inoltre l'unicità della Chiesa attraverso una particolare allegoria.
(Bonifacio VIII, Unam Sanctam Ecclesiam)
Nella citazione, il ripetuto utilizzo delle parole "un solo" o "una sola", ha il fine di dare l'idea di unicità della chiesa dal punto di vista spirituale (Dio si riconosce in un'unica Chiesa); le parole «e noi leggiamo nella Scrittura che fuori di essa ogni cosa sulla terra era distrutta» sottolineano l'importanza e la necessità della Chiesa anche per il buon ordinamento temporale dell'umanità.
Riassumendo il contenuto della bolla, si può dire che:
1. È affermata l'unità e l'unicità della Chiesa, al di fuori della quale non c'è salvezza; la Chiesa è un corpo mistico con un solo capo, Gesù Cristo;
2. È affermata la dottrina delle due spade: quella spirituale è usata dalla Chiesa stessa, quella temporale è concessa al regno;
3. Il potere temporale è subordinato a quello spirituale, così che il potere temporale è giudicato da quello spirituale; così pure, nella Chiesa, il potere spirituale inferiore è giudicato dal potere spirituale superiore (i vescovi sono giudicati dal papa); il papa a nemine iudicatur, ovvero non può essere giudicato da nessuno: solo da Dio;
4. È necessario, ai fini della salvezza, che ogni creatura sia sottomessa al papa.

La formula finale della bolla Unam sanctam, quella che più ha fatto discutere, è presa in prestito da un'opera di Tommaso d'Aquino (Contra errores graecorum), ma già in almeno due altre bolle Bonifacio aveva affermato che «...al capo supremo di questa Chiesa militante (il Papa) deve essere sottoposta ogni anima e a lui tutti i fedeli, quali che siano la loro dignità o il loro stato devono "chinare il collo"»
Alla redazione dell'enciclica diedero certamente il loro contributo alcuni prestigiosi teologi, particolarmente legati a Bonifacio VIII, tra cui il cardinale francescano Matteo d'Acquasparta e gli agostiniani Egidio Romano, che aveva precedentemente teorizzato nel De ecclesiastica potestate il concetto di plenitudo potestatis (cioè il pieno potere del papa), e Giacomo da Viterbo, che scrisse in quel periodo il trattato De regimine christiano, in cui il religioso viterbese sviluppò i concetti del papato, inteso come teocrazia, e del potere temporale della Chiesa.